# Milan Macho
Milan Macho (* 11. listopadu 1947 Praha) je český spisovatel, publicista a novinář.

## Život
Vystudoval novinařinu na Fakultě žurnalistiky Univerzity Karlovy v Praze (1974), kde v postgraduálním studiu získal i titul doktora filozofie (1982).
Od 1. března 1968 byl sportovním redaktorem Svobodného slova, v letech 1973 až 1989 redaktorem sportovního časopisu Stadión a od roku 1990 jeho šéfredaktorem. Po roce 1990 se stal předsedou Klubu sportovních novinářů a místopředsedou Syndikátu novinářů.
Od roku 1993 pracoval jako sportovní redaktor Mladé fronty Dnes, v roce 1999 spoluzakládal fotbalový magazín Hattrick a byl jeho prvním šéfredaktorem.
V současnosti je na volné noze a věnuje se hlavně psaní knih se sportovní, převážně fotbalovou tematikou.
V roce 2012 obdržel Cenu Miroslava Ivanova za literaturu faktu.

## Dílo
- MACHO, Milan; URBAN, Ivo. Zlatý míč. 1. vyd. Praha : Olympia, 1986. 220 s. ID 27-009-86
- MACHO, Milan; JEŽEK, Václav. Trénoval jsem mistry. 1. vyd. Praha : Olympia, 1988. 269 s. ID 27-047-88
- MACHO, Milan. Fotbal : vášeň 20. století : historie fotbalu ve faktech, názorech a obrazech. 1. vyd. Praha : Brána, 1996. 428 s. ISBN 80-85946-27-0
- MACHO, Milan. Zlatá kniha fotbalu : historie a současnost nejoblíbenější hry na světě. 1. vyd. Praha : XYZ, 2006. 519 s. ISBN 80-87021-35-5
- MACHO, Milan. Nejlepší brankáři světa : historie a současnost zahraničních i domácích fotbalových gólmanů. 1. vyd. Praha : XYZ, 2008. 459 s. ISBN 978-80-7388-089-7
- MACHO, Milan. Fotbaloví géniové : nejslavnější fotbalisté světové a domácí historie i současnosti. 1. vyd. Praha : XYZ, 2011. 519 s. ISBN 978-80-7388-614-1
- BLAŽEK, Jaromír; MACHO, Milan. Bláža : moje pravda. 1. vyd. Praha : XYZ, 2012. 381 s. ISBN 978-80-7388-668-4
- MACHO, Milan. Fotbalový poklad Messi : dramatický příběh sportovního génia a jeho spojení s velkoklubem FC Barcelona. 1. vyd. Praha : XYZ, 2012. 239 s. ISBN 978-80-7388-732-2
- MACHO, Milan. Sparta - Slavia : rivalové navěky : bitvy nejslavnějších českých fotbalových klubů na hřišti a v zákulisí. 1. vyd. Praha : Brána, 2013. 396 s. ISBN 978-80-7243-656-9
- MACHO, Milan. Wayne Rooney : Bůh i ďábel. 1. vyd. Praha : Malý princ, 2014. 272 s. ISBN 978-80-87754-40-5
- MACHO, Milan. Fotbal v drápech smrti : první český fotbalový thriller. 1. vyd. Praha : Brána, 2015. 250 s. ISBN 978-80-7243-816-7
- MACHO, Milan. Kopačky a zlatokopky: akční fotbalový erotikon. 1. vyd. Praha : Brána, 2017. 250 s. ISBN 978-80-7584-015-8
- MACHO, Milan. Fotbal - historie od počátku do současnosti. 1. vyd. Praha : Euromedia, 2019. 600 s. ISBN 978-80-7617-911-0
- MACHO, Milan. Pohřeb bez nebožtíka. 1. vyd. Praha : Euromedia, 2021. 412 s. ISBN 978-80-242-7680-9
- MACHO, Milan, Sparta - Slavia, rivalové navěky, 2. vyd. Praha, XYZ, 2023. 606 s. ISBN 978-80-7683-431-6